# Nicolas Borsinger
Nicolas Borsinger je glavni tajnik zaklade Pro Victimis od ožujka 2000. godine. Ranije je obnašao više dužnosti pri Međunarodnom Crvenom križu, uključujući poslanstvo u Hrvatskoj u vrijeme srbijanske agresije s početka Domovinskog rata, kada je pokušao provesti zadaću neutralizacije vukovarske bolnice, što mu je JNA onemogućila unatoč sporazumu. 
Bio je i voditelj misija Crvenog križa u Armeniji, Tadžikistanu, Čečeniji i Gruziji, zamjenik ravnatelja područnog izaslanstva Crvenog križa u Buenos Airesu, savjetnik pri glavnom tajništvu kanadskog crvenog križa u Ottawi, terenski ravnatelj ili voditelj podizaslanstava u Azerbajdžanu, Rumunjskoj i Izraelu, izaslanik u Etiopiji i u Tajlandu i Kambodži.